# Chromatyna płciowa
Chromatyna płciowa (inaczej ciałko Barra lub ciałko X) – widoczna wyraźnie w jądrze interfazowym grudka chromatyny tuż pod błoną jądrową komórek somatycznych u samic ssaków (w tym u kobiet). Występuje także u mężczyzn z zespołem Klinefeltera (XXY). Proces inaktywacji zachodzi w sposób losowy i stan ten przenosi się na komórki potomne (stąd mamy dwa klony komórkowe ze względu na dwa chromosomy X, z których jeden jest inaktywowany). Jej proces powstawania nazywa się lionizacją.
Ciałko Barra barwi się wyraźnie metodą Feulgena.